# وادي الأبيض (الكرك)
وادي الأبيض منطقة سكنية تقع في لواء القطرانة، محافظة الكرك في الأردن. تنتمي المنطقة لقضاء القطرانة الذي يضم 3 مناطق. يقدر عدد سكانها بـ 829 نسمة حسب إحصاء 2015.

## الوصلات الخارجية
- دائرة الاحصاءات العامة